# Wolfgang Marschner
Wolfgang Marschner (* 23. Mai 1926 in Dresden; † 24. März 2020 in Freiburg im Breisgau) war ein deutscher Violinist, Geigenpädagoge, Komponist und Dirigent.

## Leben
Wolfgang Marschner wurde 1926 in Dresden geboren. Er entstammte einem alten Musikergeschlecht, dessen berühmtester Vertreter der Opernkomponist Heinrich Marschner (1795–1861) ist. Als Vierjähriger wurde er jüngstes Mitglied der Orchesterschule der Staatskapelle Dresden. Als er neun Jahre alt war, debütierte er mit Tartinis Teufelstriller-Sonate und setzte seine Studien mit vierzehn Jahren am Mozarteum Salzburg fort, wo er, inspiriert von Váša Příhoda, Clemens Krauss und Ermanno Wolf-Ferrari, sein 1. Divertimento für Streichquartett unter der Leitung des Ersten Konzertmeisters des Mozarteum-Orchesters aufführte. Mit knapp siebzehn Jahren wurde Marschner zum Kriegsdienst zwangsverpflichtet und konnte erst nach Kriegsende sein Studium in Hamburg bei Erich Röhn, dem damaligen Konzertmeister der Berliner Philharmoniker, fortsetzen. Gleichzeitig wurde er mit neunzehn Jahren Solist, Konzertmeister und Zweiter Dirigent des Opernhaus-Orchesters Hannover und spielte das Violinkonzert von Brahms mit Franz Konwitschny, der ihn zu weiteren Konzerten mit der Staatskapelle Dresden und dem Gewandhausorchester Leipzig verpflichtete. 1947 wurde er Konzertmeister des WDR Sinfonie-Orchesters Köln, mit dem er die deutsche Erstaufführung des Violinkonzertes von William Walton spielte und über Nacht als Dirigent die Produktion der Operette Ein Walzertraum von Oscar Straus mit der Wiener Sängerin Gretl Schörg übernahm.
Wolfgang Marschner starb im März 2020 im Alter von 93 Jahren.

## Der Lehrer
Mit sechsundzwanzig Jahren wurde Marschner Professor an der Folkwang-Hochschule Essen und lehrte dann 1958 bis 1963 an der Musikhochschule Köln. Als Primarius des Kölner Streichquartetts mit Maurits Frank, dem Cellisten des Amar-Hindemith-Quartetts verband er die weltweiten Engagements des Quartetts in universeller Manier mit seinen Aufgaben als Solist, Dirigent, Komponist und Pädagoge. Als ein Vertreter der deutschen Geigenschule war er auch Professor an der Tokio University of Fine Arts and Music und ab 1963/64 an der Musikhochschule Freiburg im Breisgau. Meisterkurse gab Marschner unter anderem in Peking, Ankara, London, Weimar, Warschau, auf Schloss Łańcut in Polen und in St. Petersburg. Er war Juror vieler internationaler Wettbewerbe und gründete 1976 in Freiburg i.Br. den Internationalen Violin-Wettbewerb „Ludwig Spohr“. Er hatte in den 1970er Jahren sein eigenes „Kammerorchester Wolfgang Marschner“,. Marschner gründete die „Deutsche Spohr Akademie“ (internationale Meisterkurse für Violine, Viola, Violoncello), und im Schwarzwald gibt es seit 1976 das Marschner-Festival Hinterzarten zur Förderung junger Künstler mit der Aufführung wenig gespielter Meisterwerke der Kammermusik für Streicher. Diese findet seit 1992 in Verbindung mit einem drei-jährlichen Internationalen Marschner-Wettbewerb für Violine und Viola sowie mit dem von Marschner initiierten Internationalen Geigenbau- und Geigenklangwettbewerb „Jacobus Stainer“  statt. Marschner leitete weiter als Direktor die „Pflüger-Stiftung“, die eine Spezialschule in einem eigenen Gebäude mit eigenen Lehrkräften unterhält, und die jugendliche Streichmusiker bis zum 16. Lebensjahr unterrichtet und ihre Schüler sowie Gäste im kammermusikalischen Zusammenspiel fördert. Federführend war Marschner weiters im Freiburger Mario Musik Verlag.
Ein dringendes Anliegen war es Marschner, sich dem Studium der vor 1945 in Deutschland verbotenen Neuen Wiener Schule mit dem Mittelpunkt Arnold Schönberg zu widmen. Sein Weg führte über den „Kranichsteiner Musikpreis“ 1954 zu vielen Werken der Vertreter dieses Kreises und ihren Nachfolgern.

## Der Virtuose
An seine von der Kritik enthusiastisch rezipierte Schallplattenaufnahme des Violinkonzertes op. 36 von Arnold Schönberg mit Michael Gielen und dem SWF-Sinfonieorchester Baden-Baden mit der amerikanischen Firma Vox (gekoppelt mit Schönbergs Klavierkonzert mit Alfred Brendel) reihten sich zahlreiche Konzerte an. Herausgehoben seien als Beispiele für Marschners intensive Befassung mit der Zweiten Wiener Schule Aufführungen von
- Schönbergs Violinkonzert mit den Wiener Symphonikern und Michael Gielen, mit dem Royal Philharmonic Orchestra unter Pierre Boulez in London, mit dem Tonhalle-Orchester Zürich unter Hans Rosbaud, mit der Dresdner Staatskapelle unter Otmar Suitner, mit dem Rundfunk-Sinfonieorchester Leipzig unter Herbert Kegel, mit Stockholmern unter Herbert Blomstedt, sowohl mit dem Scottish Orchestra bei den Edinburgher Festspielen 1959 (die britische Erstaufführung[10]) als auch mit dem London Symphony Orchestra unter Alexander Gibson, mit dem BBC Symphony Orchestra unter Norman Del Mar, oder mit dem Philharmonischen Orchester der Stadt Freiburg, das er auch selbst dirigierte;
- Alban Bergs Violinkonzert mit dem BBC Symphony Orchestra und Bruno Maderna, mit dem Wiesbadener Sinfonieorchester unter Gielen, mit dem Royal Liverpool Philharmonic Orchestra unter Charles Groves, mit dem Sinfonieorchester des Hessischen Rundfunks unter Mario Rossi, mit dem Radio-Sinfonieorchester Stuttgart unter Hans Müller-Kray, mit dem RSO Helsinki unter Nils-Eric Fougstedt;
- Alban Bergs Kammerkonzert für Klavier, Violine mit 13 Bläsern von 1925 mit dem Symphonieorchester des Bayerischen Rundfunks und den Solisten Marschner, Violine, Carl Seemann am Klavier unter dem Dirigat von Paul Hindemith, der Staatskapelle Dresden mit Edouard Steuermann und Scherchen, mit den Berliner Philharmonikern ebenfalls mit Carl Seemann unter Werner Egk, mit Pariser Sinfonikern dirigiert von Boulez, mit dem Philharmonischen Orchester Liverpool und Wilfred Parry unter John Pritchard[11] und mit dem Hallé-Orchester Manchester unter Sir John Barbirolli.

Wolfgang Marschner konzertierte ab 1950 mit der Pianistin Hilma Holstein und dem Violoncellisten Adolf Steiner in einem Klaviertrio.

### Erst- und Uraufführungen
Aus der Vielfalt von Marschners Erstaufführungen seien erwähnt: Luigi Nonos Il Varianti in Palermo, Violinkonzerte von Winfried Zillig mit Hans Schmidt-Isserstedt in Hamburg, von Bernd Alois Zimmermann in Köln, von Igor Strawinsky in Kairo.
Als Uraufführung führte Marschner 1959 die revidierte Fassung von Karl Amadeus Hartmanns Concerto funebre in Braunschweig mit der dortigen Staatstheaterkapelle unter Heinz Zeebe auf. Er spielte bei den Donaueschinger Musiktagen Werke von Karlheinz Stockhausen (Sonatine für Violine am Klavier von 1951, mit Stockhausen selbst am Klavier), außerdem Werke von Pierre Boulez, vom Schönberg-Schüler Eduard Steuermann, vom Australier Don Banks dessen für ihn für einen Proms-Auftritt 1968 geschriebenes Violinkonzert mit dem BBC Symphony Orchestra unter Del Mar, sowie von Raphaël Cendo. Bei den Internationalen Ferienkursen für Neue Musik 1957 z. B. führte er mit Aloys Kontarsky Giacomo Manzonis Seconda piccola suite per violino e pianoforte und von Franco Evangelisti „4!“, Due piccoli pezzi per pianoforte e violino von 1954 auf.

## Der Komponist
Marschners Streichkonzerte nehmen in seinem Schaffen eine zentrale Stellung ein.
- Bei der Uraufführung seines Ersten Violinkonzertes mit der Dresdner Staatskapelle und Thomas Egel als Solisten, die Marschner selbst dirigierte, bezeichnete die Dresdner Presse das Konzert als „bedeutendes zeitgenössisches Werk“. Bei Aufführungen mit der Philharmonie Rostow am Don und dem Sinfonie-Orchester von Woronesch, ebenfalls mit dem Komponisten als Dirigenten und der russischen Geigerin Olga Pogorelova, wurde es als eines der besten Instrumentalkonzerte des zwanzigsten Jahrhunderts bezeichnet. Besonderen Erfolg hatte in Odessa, mit der New Polish Philharmonic, mit der Max-Bruch-Philharmonie in Sondershausen und mit dem Beethoven Festival Orchester in Rom und der deutschen Solistin Ariane Mathäus ebenso wie in Zagreb mit dem dortigen Philharmonischen Orchester.
- Die hochrangigen Aufführungen des Zweiten Violinkonzertes mit Rainer Kussmaul und dem amerikanischen Geiger Oleg Kryssa in Weimar sowie seine eigenen Interpretationen fanden unter anderem bei der japanischen Fachwelt, beim Kirishima Festival, in Tokio und Osaka große Resonanz.
- Marschners Viola-Konzert mit ihm selbst als Solisten wurde ebenfalls in Tokio uraufgeführt. Seitdem haben es viele Bratschisten als sinfonische Bereicherung in ihr Repertoire aufgenommen, und es wurde mit überwältigender Publikumsresonanz bei den Internationalen Meisterkursen Sondershausen vom Loh-Orchester „Max-Bruch-Philharmonie“, dirigiert vom japanischen Dirigenten Hiroaki Masuda, wie auch in Sankt Petersburg gespielt.
- Das Cellokonzert ist dem italienischen Solocellisten der Mailänder Scala, Alfredo Persichilli, gewidmet, der auch die Uraufführung in Rom spielte und Solist der deutschen Erstaufführung mit der Baden-Badener Philharmonie war.

## Werke

### Orchesterwerke
- Sinfonie Nr. 1 Don Sinfonie, UA Sinf.Orch.Voronezh 1998 Dir. W. Marschner
- Sinfonie Nr. 2 für Streichorchester, UA Spohr Philharmonie
- Sinfonie Nr. 3 nach Bildern von Hans Thoma, UA Festival Hinterzarten
- Konzert Nr. 1 für Violine und Orchester, UA Dresdner Staatskapelle
- Konzert Nr. 2 für Violine und Streichorchester, Weimar – Kryssa. Tokyo – Marschner 2003
- Konzert Nr. 3 für Violine, Orgel, Chor und Orchester
- Liguria Fantasie für Orchester, UA WDR Köln
- Konzert für Klarinette und Orchester 1949
- Andante Lirico für Streichorchester, EA Osaka Kammerorchester
- Konzert für Viola und Orchester, UA Geida Orchester Tokyo 2004
- Konzert für Violoncello und Orchester, UA Philharmonie Rom, Persichilli
- Paganini-Variationen für Violine und Orchester, UA Kirishima Festival Japan
- Concertante für Violine ∙ Violoncello und Orchester, UA Lancut Festival Polen 2002
- Trittico für Violine ∙ Viola und Violoncello, UA New Polish Philharmonie 2004
- Fantasie Espagnole für Violine und Orchester, WDR Köln 1951

### Kammermusik
- Epilog für Klavierquartett, Lenzerheide Schweizer Musikwochen
- Klaviertrio, Reger Trio Rom
- Liguria für zwei Klaviere, Pogorelov Duo Russland
- Streichquartett-Sonett, Beethoven Festival Sutri Skiba Quartett
- Canto notturno für Violine und Orgel
- Rondo brillant für Violine und Klavier
- Deutsche Epigramme für zwei Violen
- Sonate für Violine solo
- Rhapsodie für Viola solo

### Kadenzen
zu Violinkonzerten von
- Mozart B-Dur ∙ D-Dur ∙ Beethoven ∙ Schumann ∙ Brahms ∙ Wolf-Ferrari . Spohr Violinkonzert Nr. 8 in a-Moll „in Form einer Gesangsszene“

## Ehrungen
- 1986: Verdienstkreuz am Bande der Bundesrepublik Deutschland
- Ehrengabe der Stadt Sondershausen 11. Juni 2006[17]
- Ehrenmitglied der Max-Bruch-Gesellschaft[18]
- Ehrenteller der Gemeinde Hinterzarten am 25. September 2011[19]